# 心拍出量

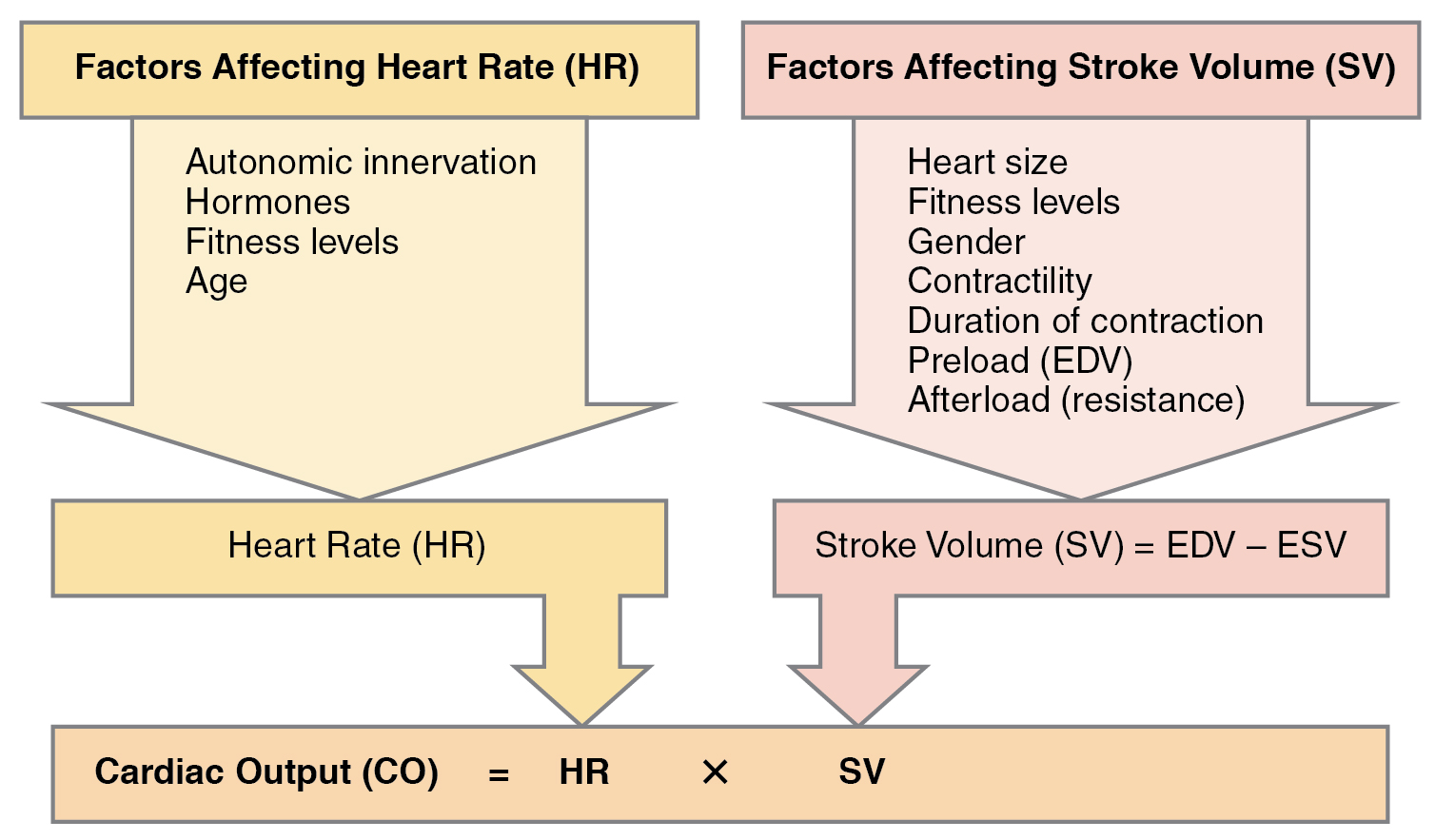
心拍出量に影響を与える簡略化された要因と関係式。
CO＝心拍数（HR：Heart rate） X 一回拍出量（SR：Stroke volume）
どちらもそれぞれに関連する要因によって変化する。

心拍出量(英語：Cardiac output、略称：CO、記号での表記：{\displaystyle Q} か {\displaystyle {\dot {Q}}_{c}})は、心臓によって単位時間当たりに送り出される血液量を表す循環器学の用語である。 CO値は、dm3/minやL/minなどの多くの物理単位を使用して表される。
侵襲的、または非侵襲的にCOを測定する方法は数多くあり、それぞれ独自の利点と欠点が存在する。この値は、一回拍出量（SV：Stroke volume）とともにグローバルな血流のパラメータで、心拍出量と一回拍出量、そして心拍数（HR：Heart rate） の関係は次の式として表される。
被験者の体の大きさとは無関係にCO値が正常範囲内にあるかどうか判断する際には、心拍出量を体表面積（BSA）で除して心係数（CI）を算出する必要がある。 

## 心拍出量に影響を与える要因

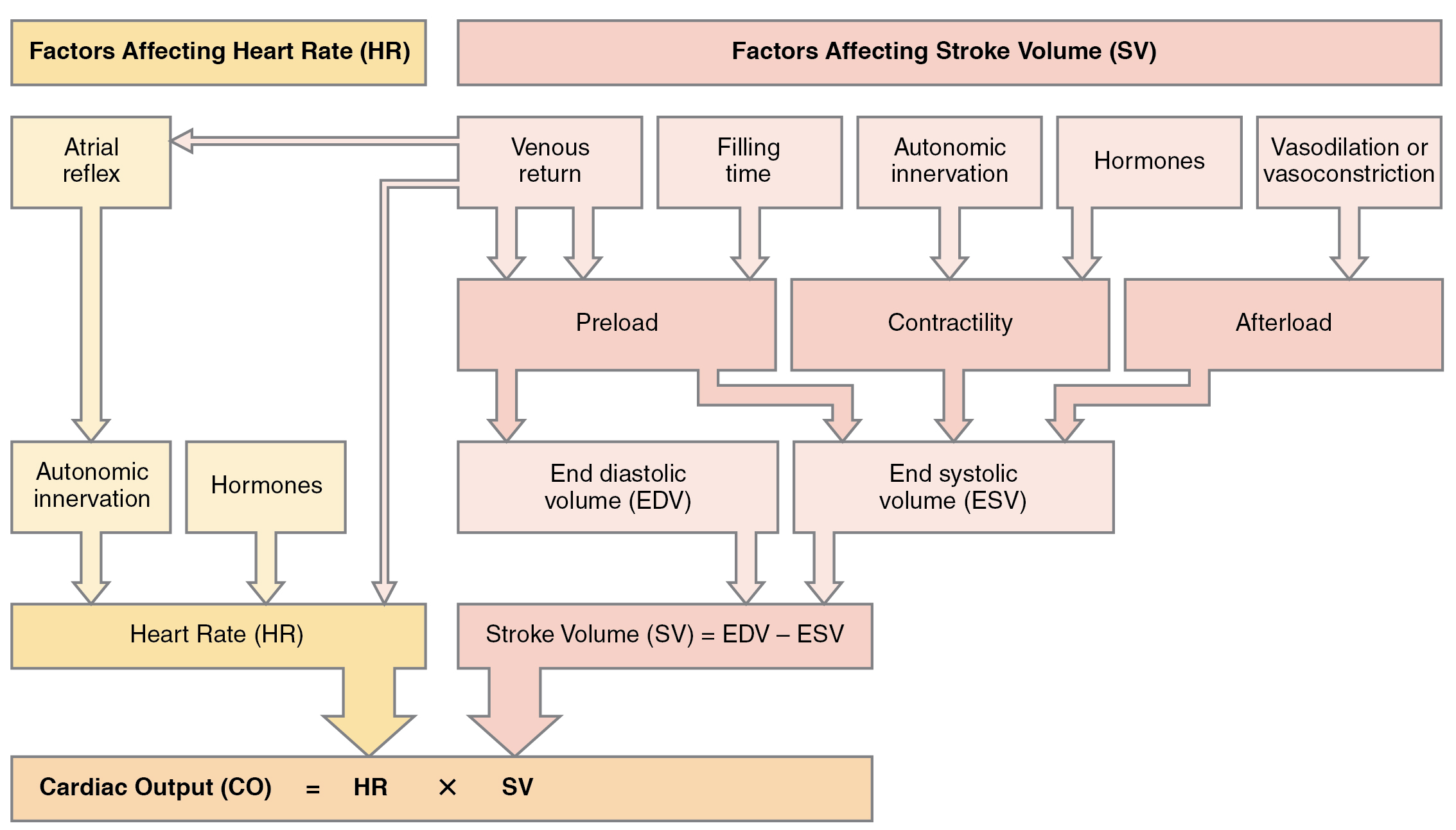
心拍出量に影響を及ぼす主要因子を階層化した要約

心拍出量は、心拍数と一回拍出量の積で算出されるが、それぞれに関わる要因を明確化する。

### 心拍数
- 自律神経支配（autonomic innervation）
- ホルモン：アドレナリン等

### 一回拍出量
一回拍出量（SV）は拡張末期容積（End-diastolic volume: EDV）と収縮末期容積（End-systolic volume: ESV）の差となる。（{\displaystyle SV=EDV-ESV}）
EDVとESVそれぞれに関わる要因
- 前負荷：心臓より前（静脈側）に負荷をかけること[2]
  - 静脈還流（venous return）
  - 充填時間（Filling Time）
- 心筋収縮力（英語版）：心臓が収縮する力
  - 自律神経支配（autonomic innervation）
  - ホルモン
- 後負荷：心臓より後（動脈側）への負荷
  - 血管拡張もしくは血管収縮

## 心係数
標準的な体重のすべての休息中の哺乳動物において、CO値は体重との間に0.1 l / min / kgの傾きを有する比例関係である。 一方、脂肪は他の除脂肪組織と比較して、質量あたり約65％の酸素要求量を有することから、肥満の被験者における正常なCO値の計算はより複雑である。 このことから、正常な値を求めるには、 すべての血流パラメータを使用して求める必要がある。

## 酸素運搬量
心拍出量とヘモグロビン濃度、動脈血酸素飽和度、動脈血酸素分圧から組織への酸素運搬量を求めることができる。心拍出量は肺動脈カテーテル又は動脈ラインによる非侵襲的心拍出量測定から求めることができ、他の項目は血液ガス分析で測定することができる。
組織への酸素運搬量（別名: 酸素供給量、DO2：oxygen delivery）は下式で表される。
DO2 ＝心拍出量（CO：cardiac output）×動脈血酸素含量（CaO2：oxygen content）
CaO2は下式で表される。
CaO2（mL/dL）＝ 1.34 ×ヘモグロビン（Hb）量（g/dL）×動脈血酸素飽和度（SaO2）＋ 0.0031×動脈血酸素分圧（PaO2）
両式より下式が導出される。
DO2 ＝ CO ×（1.34 × Hb × SaO 2 ＋ 0.0031 ×PaO2
DO2を体表面積で除したものが酸素運搬量係数 DO2Iであり、その正常域は520-720 ml/min/m2である。